# Philip Kang
Philip Kang (geboren 1948 in Gyeongju Korea) ist ein koreanischer Opernsänger der Stimmlage Bass. Er wurde überregional durch seine Mitwirkung bei den Bayreuther Festspielen bekannt.

## Leben und Werk
Philip Kang studierte an der Seoul National University und an der Graduate School der Universität der Künste Berlin. Er nahm auch Gesangsunterricht bei Mario del Monaco und Tito Gobbi. 1975 debütierte er an der Deutschen Oper Berlin. 1981 sang er in Treviso erstmals eine seiner späteren Paraderollen, den König Philipp II. in Verdis Don Carlo. In den Folgejahren gastierte er beim Bilbao Festival und in der Carnegie Hall in New York, trat an den Opernhäusern von Wien, London und Paris auf und sang unter Leitung der Dirigenten Riccardo Chailly, Bernard Haitink und Wolfgang Sawallisch. Kang wurde als erster Asiate zu den Bayreuther Festspielen eingeladen. Er übernahm von 1988 bis 1992 im Ring des Nibelungen den Fafner in Rheingold und Siegfried sowie den Hagen in der Götterdämmerung. Es dirigierte Daniel Barenboim, es inszenierte Harry Kupfer. Für den übernächsten Ring-Zyklus von 2000 bis 2004 wurde er erneut eingeladen, wiederum als Fafner und zusätzlich als Hunding in der Walküre, nicht mehr als Hagen. Es dirigierte Giuseppe Sinopoli, es inszenierte Jürgen Flimm. Zu seinen weiteren Rollen zählten der Sarastro in Mozarts Zauberflöte, der Daland im Fliegenden Holländer, der Gurnemanz im Parsifal sowie der Timur in Puccinis Turandot – allesamt schwarze Bässe, tiefe Rollen. Seit 1995 unterrichtet er an der Seoul National University. In Operabase sind als letzte Vorstellungen zwei Abende an der Korea National Opera in Seoul im Mai 2014 verzeichnet, an denen er den König Philipp II. im Don Carlo verkörperte.
Seine Ehefrau ist Sopranistin, die gemeinsame Tochter Clara-Jumi Kang (geboren 1987 in Mannheim) wurde eine bekannte  Geigerin.

## Tondokumente
Nahezu alle vorliegenden Aufnahmen betreffen Werke Richard Wagners. Außerdem besteht eine Gesamtaufnahme von L’enfance du Christ op. 25 von Hector Berlioz, in welcher der Sänger die Rolle des Polydorus sang. Es spielte das Radio-Sinfonie-Orchester Frankfurt unter Leitung von Eliahu Inbal.

## Gesangswettbewerbe
- 1979 Mario del Monaco Wettbewerb – Erster Preis
- 1981 Toti Dal Monte Opernwettbewerb – Erster Preis